# Acaena poeppigiana
Acaena poeppigiana es una especie de planta del género Acaena, perteneciente a la familia Rosaceae.

## Taxonomía
Acaena poeppigiana fue descrita por Gay en 1847.

## Distribución
Se encuentra en el territorio noroeste y sur de Argentina y en el centro y sur de Chile.